# Barela sexta
Barela sexta är en insektsart som beskrevs av Irena Dworakowska 1994. Barela sexta ingår i släktet Barela och familjen dvärgstritar. Inga underarter finns listade i Catalogue of Life.